# Сикија (Емануил Папас)
Сикија (грч. Συκιά) је насељено место у општини Емануил Папас у периферији Средишња Македонија, Грчка. Према попису из 2021. године било је 38 становника.
Село је било насељено турским становништвом до Балканских ратова, када је страдало а становништво избегло. Обновљено је 1924. године када је насељено 40 грчких избегличких породица, којих је на попису из 1928. године било 167. Село се раније звало Сокол.